# Challenger de Bangkok 2 2016
El torneo KPN Bangkok Open II 2016 es un torneo profesional de tenis. Pertenece al ATP Challenger Series 2016. Se disputará su 1ª edición sobre superficie dura, en Bangkok, Tailandia entre el 11 al el 17 de enero de 2016.

## Jugadores participantes del cuadro de individuales
| Favorito | País                       | Jugador           | Rank1 | Posición en el torneo |
| -------- | -------------------------- | ----------------- | ----- | --------------------- |
| 1        | Bandera de Rusia           | Mijaíl Yuzhny     | 127   | Campeón               |
| 2        | Bandera de República Checa | Adam Pavlásek     | 160   | Final                 |
| 3        | Bandera de China Taipéi    | Jason Jung        | 256   | Semifinales           |
| 4        | Bandera de Francia         | Yannick Jankovits | 275   | Primera ronda         |
| 5        | Bandera de Polonia         | Kamil Majchrzak   | 275   | Primera ronda         |
| 6        | Bandera de la India        | Sanam Singh       | 278   | Primera ronda         |
| 7        | Bandera de Italia          | Matteo Viola      | 288   | Segunda ronda         |
| 8        | Bandera de Francia         | Maxime Teixeira   | 290   | Primera ronda         |

- 1 Se ha tomado en cuenta el ranking del 4 de enero de 2016.

### Otros participantes
Los siguientes jugadores recibieron una invitación (wild card), por lo tanto ingresan directamente al cuadro principal (WC):
- Nattan Benjasupawan
- Sonchat Ratiwatana
- Wishaya Trongcharoenchaikul
- Kittipong Wachiramanowong

Los siguientes jugadores ingresan al cuadro principal tras disputar el cuadro clasificatorio (Q):
- Maximilian Neuchrist
- Joshua Milton
- Cheong-eui Kim
- Frederik Nielsen

## Campeones

### Individual Masculino
- Mijaíl Yuzhny derrotó en la final a  Adam Pavlásek, 6–4, 6–1

### Dobles Masculino
- Wesley Koolhof /  Matwé Middelkoop derrotaron en la final a  Gero Kretschmer /  Alexander Satschko, 6-3, 7-6(7-1)